# Damage (álbum)
Damage es el tercer álbum de estudio del trío británico Kosheen, lanzado el 23 de marzo de 2007. Este álbum tiene un sonido parecido al de su álbum debut Resist pero con elementos más synthpop y trip-hop. El primer sencillo de este álbum es "Overkill".

## Lista de canciones

### Edición de Reino Unido
1. "Damage" – 6:30
2. "Overkill" – 3:38
3. "Like A Book" – 3:35
4. "Same Ground Again" – 4:40
5. "Guilty" – 3:30
6. "Chances" – 3:35
7. "Out Of This World" – 4:51
8. "Wish You Were Here" – 4:57
9. "Thief" – 4:36
10. "Under Fire" – 3:58
11. "Not Enough Love" – 5:17
12. "Cruel Heart" – 4:14
13. "Marching Orders" – 5:01
14. "Your Life" – 4:03

### Amazon.de Edición Limitada
Esta edición incluye dos bonus tracks:

15. "Freaks Of Nature" – 3:11

16. "Overkill" (Kosheen DJs remix)
- Datos: Q5211883